# Immundefizienzsyndrom der Katzen
Das Immundefizienzsyndrom der Katzen (auch Felines erworbenes Immundefizienzsyndrom, umgangssprachlich „Katzen-Aids“, englisch Feline Acquired Immune Deficiency Syndrome – FAIDS) ist eine virale Infektionskrankheit von Katzen. Der Erreger ist das Feline Immundefizienz-Virus (FIV) aus der Familie der Retroviren. Das Virus schwächt das Immunsystem und löst Folgeerkrankungen aus, die zum Tod führen. Es ähnelt damit dem Auslöser von Aids beim Menschen, ist aber für diesen ungefährlich. Bisher wurden Virusstämme aus neun verschiedenen Katzenarten isoliert; bei vielen weiteren Arten wurden Antikörper gefunden, die auf eine Infektion hindeuten.

## Vorkommen
Der Erreger kommt weltweit vor, von weltweit 400 Millionen Katzen sind geschätzte 44 Millionen (11 %) infiziert. Die Zahl könnte noch höher liegen, da 10–15 % der mit FIV infizierten Katzen seronegativ sind. Die verschiedenen FIV-Stämme infizieren alle Katzen und alle Altersgruppen. Klinisch tritt die Erkrankung zumeist bei Tieren auf, die älter als fünf Jahre sind. Eine Infektion hält lebenslang an.
Isoliert gehaltene Hauskatzen ohne Kontakt zu Artgenossen sind kaum gefährdet. Zur Hauptrisikogruppe gehören vor allem ältere Freigängerkater mit ausgeprägtem Revierverhalten in Umgebungen mit hoher Katzendichte, da die Tiere dann häufiger in Kämpfe verwickelt werden. Der normale soziale Kontakt zwischen Katzen führt nicht zu einer Ansteckung.

## Übertragung
Das Virus kann in Speichel, Blut und Liquor cerebrospinalis nachgewiesen werden.
Die Hauptübertragung erfolgt vermutlich über Bisse. Diese Vermutung wird gestützt durch die Beobachtung, dass die Seropositivität mit dem Alter der Katzen zunimmt. Es wurde experimentell bestätigt, dass Katzen das Virus bereits im Mutterleib auf die Feten übertragen können. Eine Infektion von Katzenwelpen über Kolostrum und Muttermilch ist ebenfalls möglich. Diese Frequenz dieser Übertragungen schwankt jedoch mit verschiedenen FIV-Stämmen und ist in der Gesamtbetrachtung eher die Ausnahme als die Regel. Die „horizontale“ Übertragung ist wesentlich wichtiger als die vertikale.

## Pathogenese und Symptome
Zum Ablauf der Infektion auf zellulärer Ebene siehe den Hauptartikel Felines Immundefizienz-Virus
Der Ablauf der Infektion kann in vier Stadien unterteilt werden: in eine akute, eine asymptomatische, eine unspezifische und eine terminale AIDS-artige Phase. Nach einer Erstinfektion produziert die Katze sofort Virus-spezifische Antikörper und cytotoxische T-Zellen, ist jedoch trotz der heftigen Immunreaktion nicht in der Lage, die Infektion vollständig zu überwinden, und das Virus verbleibt in allen bisher untersuchten Fällen dauerhaft im Körper.
Die Primärinfektion zeigt sich in Fieber, Neutropenie und Lymphadenopathie. Von diesem Übergangsstadium erholen sich die Tiere meist rasch und die Krankheit kommt scheinbar für mehrere Monate zum Erliegen. Während dieser Zeit nimmt die Zahl der CD4-positiven Zellen im Blut stetig ab. Das Verhältnis von CD4- zu CD8-positiven Zellen verschiebt sich, und es kommt zu Fehlfunktionen der B- und T-Zellen.
Im weiteren Verlauf hat FAIDS keine eindeutigen Symptome, da sie teilweise durch Sekundärinfektionen infolge der Immunschwäche geprägt ist. Erst etwa fünf bis neun Jahre nach der Infektion werden die ersten aidsartigen Symptome sichtbar. Dadurch, dass FIV auch Zellen des Nervensystems wie Gliazellen und Astrozyten infizieren kann, kommt es teilweise zu neurologischen Symptomen wie verzögerten Reaktionen, vorübergehenden Lähmungen, Verhaltensänderungen und Anisokorie.
Je nach Stadium der Erkrankung treten weitere Symptome auf: schlechtes Fell, Fieber, Durchfall, Verhaltensstörungen infolge einer Enzephalopathie, chronische Entzündungen (Bindehaut-, Zahnfleisch-, Maulschleimhautentzündung), starke Gewichtsabnahme, Appetitlosigkeit (Inappetenz) und Schwellungen der Lymphknoten.
Der zeitliche Verlauf der Erkrankung hängt auch von den FIV-Subtypen ab. Bei manchen pathogeneren Stämmen sterben 5 bis 25 % der Hauskatzen innerhalb eines Jahres.

## Diagnose

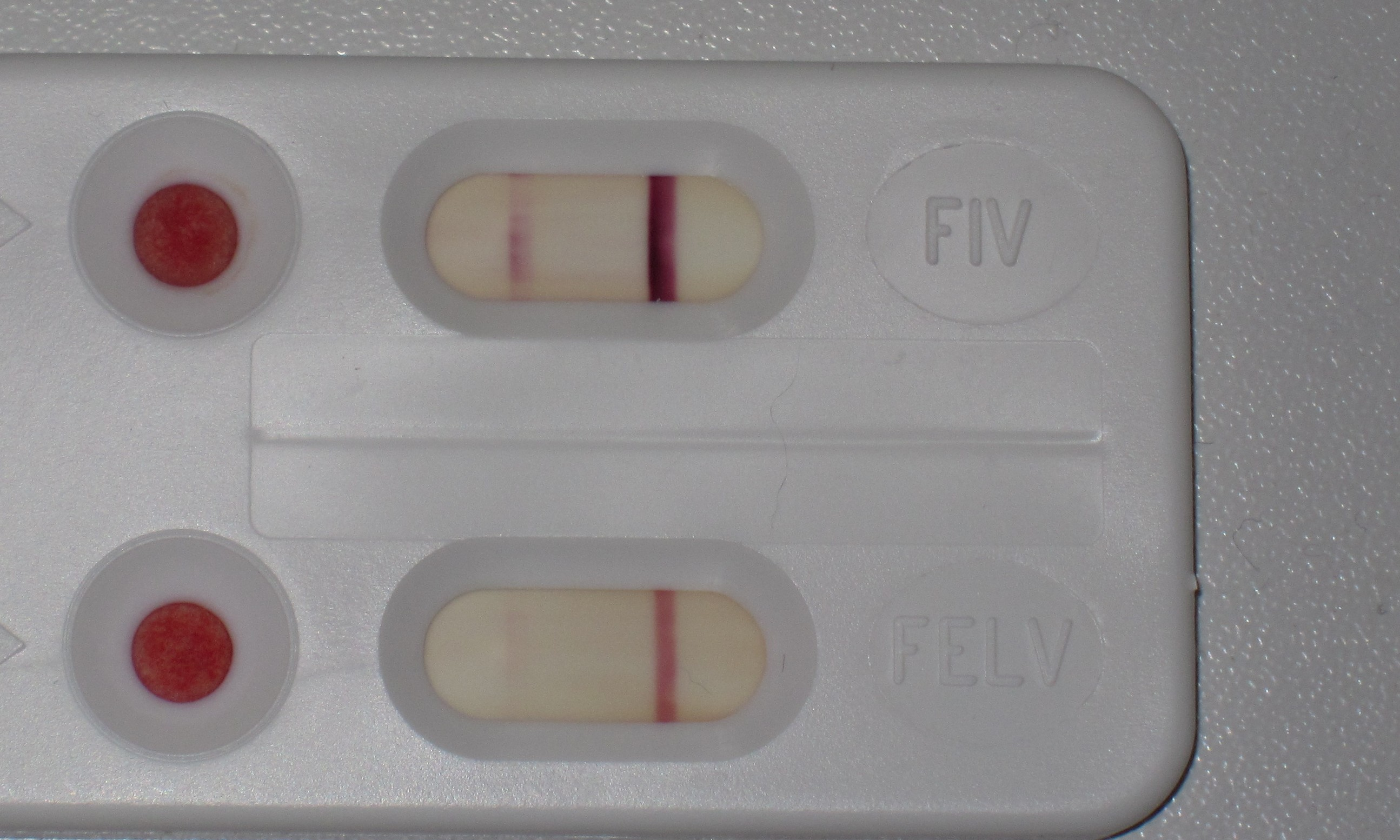
FIV-FeLV-Schnelltest, beide Nachweise sind positiv

Aufgrund des sehr variablen klinischen Bildes kann eine Diagnose nur durch serologischen Nachweis der Antikörper (theoretisch auch durch eine Virusisolation) erfolgen.
Die momentan verfügbaren Schnelltests basieren auf einem ELISA auf Antikörper gegen p24-Innenkörper und/oder gp40-Proteine. Sie sind mittlerweile aufwändigen Labortests ebenbürtig. Es sind aber falsch-positive Ergebnisse möglich, sie traten bei älteren Tests vor allem durch Verunreinigungen durch Kälberserum auf. Deshalb ist eine Verifizierung über Virusisolierung, PCR, Western Blot oder indirekten Immunfluoreszenztest sinnvoll ist. Bei Katzenwelpen unter sechs Monaten ist ein Antikörpernachweis vorsichtig zu beurteilen, weil es sich um mütterliche Antikörper ohne Übertragung des Virus von der Mutter auf ihren Nachkommen handeln kann. In der Frühphase einer FIV-Infektion kann ein Antikörpertest noch negativ sein, dann ist eine Nachtestung 60 Tage nach der vermuteten Ansteckung erforderlich. Bei gegen FIV geimpften Tieren können Antikörper bis zu drei Jahre nach der Impfung nachweisbar sein.
Differentialdiagnostisch sind FeLV-Infektion und feline infektiöse Peritonitis in Betracht zu ziehen.

## Behandlung
Eine Therapie zur Heilung von FAIDS gibt es bisher nicht. Erkrankte Katzen müssen vom Freigang ausgeschlossen werden, um andere Katzen nicht zu gefährden. Normale soziale Kontakte ohne Beißereien und Rangkämpfe unter in einem Haushalt zusammenlebenden Katzen führen in der Regel zu keiner Ansteckung.
Um die Lebensdauer und die Lebensqualität einer erkrankten Katze zu erhöhen, empfiehlt sich:
- die Behandlung von Sekundärinfektionen, die durch die Immunschwäche aufgetreten sind,
- die Haltung des erkrankten Tieres in möglichst stressfreiem Umfeld,
- eine antivirale Chemotherapie, Gabe von Interferon alpha und eine regelmäßige Überwachung der Blutwerte.

Die Krankheit ist jedoch zum heutigen Zeitpunkt nicht heilbar. Man kann nur versuchen, die Krankheitssymptome zu lindern.

## Prophylaxe
In den USA wurde im Sommer 2002 ein Impfstoff gegen FIV zugelassen, in Europa ist er jedoch nicht verfügbar.